# Mike Gibson (baloncestista)
Michael Jerome "Mike" Gibson (Condado de Williamsburg, Carolina del Sur, 27 de octubre de 1960)  es un exjugador de baloncesto estadounidense. Con 2,08 de estatura, su puesto natural en la cancha era el de ala-pívot.

## Trayectoria

### Universidad
Durante su último año en la University of South Carolina Upstate (entonces denominada University of South Carolina - Spartanburg), se proclamó campeón de la NAIA y fue elegido MVP del torneo después de sumar 20 puntos y 11 rebotes en la final.

### Profesional
[actualizar]